# Herbert Erhardt
Herbert Erhardt (6. juli 1930 – 3. juli 2010) var en tysk fodboldspiller, der som forsvarsspiller på det vesttyske landshold var med til at vinde guld ved VM i 1954 i Schweiz, efter den sensationelle 3-2 sejr i finalen over storfavoritterne fra Ungarn. Han var dog ikke på banen i turneringen. I alt nåede han, mellem 1953 og 1962 at spille 50 landkampe og score ét mål. Han deltog også ved VM i 1958 og 1962.
Erhardt var på klubplan tilknyttet SpVgg Fürth og FC Bayern München, med længst tid (10 sæsoner) hos SpVgg Fürth.